# Отто, Сара
Сара «Салли» Отто (Sarah (Sally) P. Otto; род. 23 октября 1967) — американо-канадский теоретический биолог, занимающаяся фундаментальными вопросами популяционной генетики и эволюции, зоолог и биолог-эволюционист, а также специалист по биоразнообразию, широко применяющий математическое моделирование.
Член Канадского королевского общества (2006) и Национальной АН США (2013), доктор философии (1992), профессор кафедры зоологии Университета Британской Колумбии и директор его Исследовательского центра по биоразнообразию (Biodiversity Research Centre).
Занимается выяснением того, как эволюционные процессы породили большое разнообразие биологических особенностей в природном мире.

## Биография
В Стэнфордском университете получила степени бакалавра (1988) и доктора философии (1992).
Являлась постдоком в Калифорнийском университете в Беркли, числилась в Эдинбургском университете.
С 1995 года в Университете Британской Колумбии, первоначально как ассистент-профессор зоологии, ныне (с 2016) его Килламовский профессор (University Killam Professor).
Также является Canada Research Chair по теоретической и экспериментальной эволюции.
В 2006 году соучредитель Канадского общества экологии и эволюции (Canadian Society of Ecology and Evolution).
С 2015 года член совета директоров Nature Trust of British Columbia. Член совета American Genetic Association.
Являлась президентом Society for the Study of Evolution и вице-президентом American Society of Naturalists и European Society for Evolutionary Biology.
Член Американской академии искусств и наук (2016).
В 2008 году пожертвовала средства со своей Steacie Prize ($15 тыс.) для создаваемого Beaty Biodiversity Museum. Также пожертвовала на природоохранные цели в Okanagan часть средств со своей стипендии Мак-Артура. Полагает, что мир вступает в шестое массовое вымирание.
Соавтор A Biologist’s Guide to Mathematical Modeling in Ecology and Evolution (2007). Публиковалась в Science, Nature, PNAS, Evolution.
Имеет двойное гражданство — США и Канады.
Есть сын.

## Награды и отличия
- EWR Steacie Prize (2001)[17]
- Стипендия Гуггенхайма (2011)[18]
- Стипендия Мак-Артура (2011)[19][20][21]
- Sewall Wright Award[англ.], American Society of Naturalists (2015)
- Weldon Memorial Prize[англ.] (2016)
- Canadian Society for Ecology & Evolution President's Award (2017)
- AGA Key Distinguished Lecturer (2019)[4]
- Медаль Дарвина — Уоллеса (2021)
- McDowell Award for Excellence in Research Университета Британской Колумбии